# Guillermo Gamboa
Guillermo Enríquez Gamboa (Morales; 8 de abril de 1936) es un exfutbolista guatemalteco que jugaba como portero.

## Trayectoria
En 1954, llegó al CSD Comunicaciones de su país donde ganó varios títulos y se retiraría ahí mismo el 3 de febrero de 1968.

## Selección nacional
Fue 12 veces internacional, desde las eliminatorias de la Copa Mundial de 1962 hasta el Campeonato de Naciones de la Concacaf de 1967, donde logró campeonizar con la selección de Guatemala.

## Palmarés

### Títulos nacionales
| Título                    | Equipo         | País      | Año     |
| ------------------------- | -------------- | --------- | ------- |
| Liga Nacional             | Comunicaciones | Guatemala | 1957-58 |
| Liga Nacional             | Comunicaciones | Guatemala | 1959-60 |
| Copa Campeón de Campeones | Comunicaciones | Guatemala | 1961    |

### Títulos internacionales
| Título                                | Equipo    | Sede     | Año  |
| ------------------------------------- | --------- | -------- | ---- |
| Campeonato de Naciones de la Concacaf | Guatemala | Honduras | 1967 |

### Distinciones individuales
| Distinción                                     | Año     |
| ---------------------------------------------- | ------- |
| Menos vencido de la Liga Nacional de Guatemala | 1957-58 |
| Menos vencido de la Liga Nacional de Guatemala | 1959-60 |
| Menos vencido de la Liga Nacional de Guatemala | 1961-62 |
| Menos vencido de la Liga Nacional de Guatemala | 1965-66 |
| Menos vencido de la Liga Nacional de Guatemala | 1966    |